# Вальтер де Веккі
Вальтер де Веккі (італ. Walter De Vecchi, нар. 18 лютого 1955, Мілан) — італійський футболіст, що грав на позиції півзахисника за «Мілан», у складі якого — чемпіон Італії, «Асколі», «Реджяну» та низку інших італійських клубних команд. 
По завершенні ігрової кар'єри — тренер. 

## Ігрова кар'єра
Народився 18 лютого 1955 року в Мілан. Вихованець футбольної школи місцевого однойменного клубу. Дорослу футбольну кар'єру розпочав в основній команді того ж клубу в сезоні 1973/74, в якому взявш участь в одному матчі чемпіонату. 
Згодом з 1974 по 1978 рік грав за «Варезе» та «Монцу», після чого отримав пропозицію повернутися до  «Мілана». Цього разу відіграв за «россонері» наступні три сезони своєї ігрової кар'єри. Більшість часу, проведеного у складі «Мілана», був основним гравцем команди, виборовши за результатами сезону 1978/79 титул чемпіона Італії.
1981 року уклав контракт з«Асколі», у складі якого провів наступні три роки своєї кар'єри гравця. Граючи у складі «Асколі» також здебільшого виходив на поле в основному складі команди.
Протягом 1984—1986 років захищав кольори клубів «Наполі» та «Болоньї», а завершив ігрову кар'єру виступами за «Реджяну» у 1986—1992 роках.

## Кар'єра тренера
Розпочав тренерську кар'єру невдовзі по завершенні кар'єри гравця, 1994 року, повернувшись до «Мілана», у структурі якого очолив одну з юнацьких команд.
1996 року очолив тренерський штаб друголігової «Венеції», після чого протягом сезону працював у третьому італійському дивізіоні із «Карпі». Згодом у його тренерській біографії були також «Козенца» із Серії B, а також «Комо», «Чезена» і СПАЛ із Серії C1, на чолі жодної з яких тренер не провів жодного повного сезону.
2003 року прийняв рішення повернутися до роботи з юнаками, очоливши одну з команд в структурі «Мілана». Відтоді працював з юнацькими, молодіжними і дублюючими складами «россонері».

## Титули і досягнення
- Чемпіон Італії (1):

«Мілан»: 1978-1979